# 彭伯寿
彭伯寿（?—?），中国夏朝初年的人物。
彭伯寿是彭祖的后裔，出自大彭氏，夏启时师相。彭伯寿出掌军旅之任，入朝辅佐朝政。启平定伯益和有扈氏叛乱，建立夏朝。之后，夏启日益骄奢淫逸，统治集团内部又发生矛盾，夏启父子矛盾严重，将其幼子武观放逐到西河地区。夏启十五年（约前2055年），武观在西河（今山西、陕西之间黄河南段地区）率领西河一些部族发动叛乱。夏启为镇压叛乱，巩固王权，调动大军，任命彭伯寿被为师，出兵平乱。夏军一举击败西河部军，控制了西河地区，武观战败投降，启命武观率部东迁至海滨。